# یونومایسین
یونومایسین (به انگلیسی: Ionomycin) نوعی یون‌بر و نیز نوعی آنتی‌بیوتیک است که توسط باکتری استرپتومایسس کنگلوباتوس (Streptomyces conglobatus) تولید می‌شود. این ترکیب با نسبت ۱:۱ به یون‌های کلسیم متصل می‌شود.